# Stephen Hillenburg
Stephen McDannell Hillenburg (21. srpna 1961 Lawton, Oklahoma – 26. listopadu 2018 San Marino, Kalifornie) byl americký kreslíř, animátor a mořský biolog, tvůrce animovaného seriálu Spongebob v kalhotách.
Zemřel 26. listopadu 2018 v důsledku nemoci ALS.